# Subsecretaría para las Fuerzas Armadas de Chile
La Subsecretaría para las Fuerzas Armadas de Chile (SS.FF.AA.) es una de las subsecretaría de Estado dependientes del Ministerio de Defensa Nacional (MDN), y por consiguiente es la encargada de las materias que tienen relación con la formulación de políticas y con la gestión de los asuntos y procesos administrativos financieros del ministerio y las fuerzas armadas del país. Está encabezada desde el 11 de marzo de 2022 por Galo Eidelstein, bajo el gobierno de Gabriel Boric.
Esta Subsecretaría es la sucesora para todos los efectos legales, reglamentarios y contractuales de las antiguas subsecretarías de Guerra, de Marina y de Aviación y de la Dirección Administrativa del Ministerio de Defensa Nacional (DAMDN). Con respecto a las concesiones marítimas y acuícolas que eran vistas por la Subsecretaría de Marina desde su creación en 2010, son tramitadas por esta institución.

## Funciones
Entre las principales funciones a desarrollar por la Subsecretaría para las Fuerzas Armadas se encuentran:
- Realizar la gestión de los asuntos de naturaleza administrativa y la tramitación de la documentación respectiva proveniente de las Fuerzas Armadas o de los organismos del sector que corresponda.
- Proponer al ministro de Defensa Nacional y coordinar políticas sectoriales para el personal de la defensa nacional en materias que sean de su competencia.
- Elaborar los decretos, resoluciones, órdenes ministeriales y oficios relativos a nombramientos, ascensos, retiros, renuncias, destinaciones, comisiones de servicio al extranjero y, en general, todos aquellos actos administrativos orientados a la resolución sobre solicitudes, beneficios u otros asuntos que deban tramitarse por la Subsecretaría, y que interesen al personal de las Fuerzas Armadas en servicio activo, a las personas en situación de retiro de las mismas, y a sus familias.
- Proponer al ministro y evaluar la política sectorial sobre reclutamiento.
- Desempeñar todas las funciones administrativas que corresponda llevar en relación con asuntos de índole territorial, medioambiental, de responsabilidad social o de colaboración al desarrollo que sean de competencia del Ministerio o sus organismos dependientes, así como proponer las orientaciones gubernamentales para las políticas institucionales sobre la materia.

## Organización
La Subsecretaría está compuesta por la «Unidad de Prevención de Lavado de Activos, Delitos Funcionarios y Financiamiento del Terrorismo» y, la «Unidad de Asesoría y Estudios» de las cuales dependen cinco Divisiones y  quince Departamentos:
- División de Asuntos Institucionales
  - Departamento de Gestión Institucional
  - Departamento de Previsión Social
  - Departamento de Políticas Institucionales
    - Unidad de Asuntos Indígenas
    - Unidad de Educación Militar
- División Administrativa
  - Departamento de Gestión de Recursos Humanos
  - Departamento de Tecnologías de la Información y Comunicaciones
  - Departamento de Atención Ciudadana
  - Departamento de Servicios Generales
  - Unidad de Planificación y Control de Gestión
  - Servicio de Bienestar
    - Unidad de Retiro
- División Jurídica
  - Departamento de Estudios y Análisis
  - Departamento Jurídico-Administrativo y Transparencia
    - Unidad de Seguimiento y Control de los Procedimientos Administrativos Disciplinarios de la Subsecretaría para las Fuerzas Armadas

  - Departamento de Asustos Marítimos
- División de Presupuesto y Finanzas
  - Departamento de Contabilidad y Finanzas
  - Departamento de Presupuesto
  - Departamento de Adquisiciones
  - Unidad Administración Financiera de Capacidades Estratégicas de Defensa
- División de Auditoría
  - Departamento de Auditoría Interna
  - Departamento de Control Interno

## Subsecretarios
| Retrato | Subsecretario/a             | Partido | Partido | Inicio                  | Final                  | Presidente | Presidente                 |
| ------- | --------------------------- | ------- | ------- | ----------------------- | ---------------------- | ---------- | -------------------------- |
|         | Alfonso Vargas Lyng         |         | RN      | 11 de marzo de 2010     | 11 de marzo de 2014    |            | Sebastián Piñera Echenique |
|         | Gabriel Gaspar Tapia        |         | PS      | 11 de marzo de 2014     | 21 de octubre de 2015  |            | Michelle Bachelet Jeria    |
|         | Paulina Vodanovic Rojas     |         | PS      | 21 de octubre de 2015   | 11 de marzo de 2018    |            | Michelle Bachelet Jeria    |
|         | Juan Francisco Galli Basili |         | RN      | 11 de marzo de 2018     | 4 de noviembre de 2019 |            | Sebastián Piñera Echenique |
|         | Alfonso Vargas Lyng         |         | RN      | 27 de noviembre de 2019 | 11 de marzo de 2022    |            | Sebastián Piñera Echenique |
|         | Galo Eidelstein Silber      |         | PCCh    | 11 de marzo de 2022     | en el cargo            |            | Gabriel Boric Font         |